# Javier Mejías
Javier Mejias (født 30. september 1983) er en spansk tidligere professionel cykelrytter.